# Leptotarsus (Tanypremna) opilio
Leptotarsus (Tanypremna) opilio is een tweevleugelige uit de familie langpootmuggen (Tipulidae). De soort komt voor in het Neotropisch gebied.